# سو تيلي
سو تيلي (بالإنجليزية: Sue Tilley)‏ هي كاتِبة ومؤلفة بريطانية، ولدت في 1957.